# پیوتر هالمن
پیوتر هالمن (انگلیسی: Piotr Hallmann؛ زادهٔ ۲۵ اوت ۱۹۸۷) ورزشکار هنرهای رزمی ترکیبی و کاراته‌کا اهل لهستان است.